# Mejor quinteto defensivo de la American Basketball Association
El mejor quinteto defensivo de la ABA fue un reconocimiento que otorgaba cada año la desaparecida ABA a los cinco mejores jugadores defensivos de la temporada regular, a través de los votos de los entrenadores.

## Ganadores
|  | Elegido en el Basketball Hall of Fame |

| Temp.   |                         |                     |
| Temp.   | Jugadores               | Equipo              |
| ------- | ----------------------- | ------------------- |
| 1972-73 | Julius Keye             | Denver Rockets      |
| 1972-73 | Willie Wise             | Utah Stars          |
| 1972-73 | Artis Gilmore           | Kentucky Colonels   |
| 1972-73 | Mike Gale               | Kentucky Colonels   |
| 1972-73 | Fatty Taylor (empatado) | Virginia Squires    |
| 1972-73 | Joe Caldwell (empatado) | Carolina Cougars    |
| 1973-74 | Julius Keye             | Denver Rockets      |
| 1973-74 | Willie Wise             | Utah Stars          |
| 1973-74 | Artis Gilmore           | Kentucky Colonels   |
| 1973-74 | Mike Gale               | Kentucky / New York |
| 1973-74 | Fatty Taylor (empatado) | Virginia Squires    |
| 1973-74 | Ted McClain (empatado)  | Carolina Cougars    |
| 1974-75 | Wil Jones               | Kentucky Colonels   |
| 1974-75 | Bobby Jones             | Denver Nuggets      |
| 1974-75 | Artis Gilmore           | Kentucky Colonels   |
| 1974-75 | Don Buse                | Indiana Pacers      |
| 1974-75 | Brian Taylor            | New York Nets       |
| 1975-76 | Bobby Jones             | Denver Nuggets      |
| 1975-76 | Julius Erving           | New York Nets       |
| 1975-76 | Artis Gilmore           | Kentucky Colonels   |
| 1975-76 | Don Buse                | Indiana Pacers      |
| 1975-76 | Brian Taylor            | New York Nets       |